# Tlayolapa
Tlayolapa är en ort i Mexiko.   Den ligger i kommunen Juan R. Escudero och delstaten Guerrero, i den södra delen av landet, 260 km söder om huvudstaden Mexico City. Tlayolapa ligger 291 meter över havet och antalet invånare är 839.
Terrängen runt Tlayolapa är huvudsakligen kuperad. Tlayolapa ligger nere i en dal. Runt Tlayolapa är det ganska tätbefolkat, med 52 invånare per kvadratkilometer. Närmaste större samhälle är Tierra Colorada, 16,6 km väster om Tlayolapa. Omgivningarna runt Tlayolapa är en mosaik av jordbruksmark och naturlig växtlighet.